# FC Khimki
FC Himki (rusă ФК Химки) este un club de fotbal din Himki, Rusia, care joacă în Prima Divizie Rusă.

## Lotul actual
La 27 mai 2014, cf. RFS website Arhivat în 3 martie 2014, la Wayback Machine..
| Nr. |       | Poziție | Jucător                |
| --- | ----- | ------- | ---------------------- |
| 2   | Rusia | F       | Yuri Kulikov           |
| 3   | Rusia | F       | Maksim Zinovyev        |
| 4   | Rusia | F       | Vyacheslav Kalashnikov |
| 10  | Rusia | M       | Aleksei Antonnikov     |
| 11  | Rusia | A       | Viktor Zemchenkov      |
| 14  | Rusia | M       | Nikolai Tyunin         |
| 16  | Rusia | P       | Dmitri Tsitsilin       |
| 19  | Rusia | F       | Aleksandr Yarkovoy     |
| 21  | Rusia | M       | Andrei Chivirev        |
| 22  | Rusia | F       | Denis Voronov          |
| 23  | Rusia | M       | Leonid Reshetnikov     |
| 24  | Rusia | M       | Dmitri Shikurin        |
| 25  | Rusia | F       | Pavel Andrianov        |
| 27  | Rusia | M       | Platon Pchyolkin       |

| Nr. |       | Poziție | Jucător                 |
| --- | ----- | ------- | ----------------------- |
| 28  | Rusia | M       | Vitali Grishin          |
| 29  | Rusia | F       | Andrei Volobuyev        |
| 31  | Rusia | M       | Igor Shestakov          |
| 35  | Rusia | P       | Aleksandr Dementyev     |
| 55  | Rusia | F       | Sergei Skoblyakov       |
|     | Rusia | P       | Aleksei Solosin         |
|     | Rusia | F       | Daniil Chertov          |
|     | Rusia | F       | Igor Golban             |
|     | Rusia | F       | Aleksandr Kukanos       |
|     | Rusia | M       | Igor Lavrentyev         |
|     | Rusia | M       | Nikolay Lipatkin        |
|     | Rusia | M       | Vyacheslav Podberyozkin |
|     | Rusia | A       | Andrei Kozlov           |
|     | Rusia | A       | Aleksei                 |

## Jucători notabili
Had international caps for their respective countries. Players whose name is listed in bold represented their countries while playing for Khimki.
| Rusia - Vladimir Beschastnykh - Viktor Budyanskiy - Aleksei Bugayev - Andrei Chichkin - Yuri Drozdov - Valeri Kleimyonov - Andrei Kondrashov - Arseniy Logashov - Sergei Nekrasov - Pavel Pogrebnyak - Denis Popov - Roman Shirokov - Andrey Tikhonov - Yegor Titov - Roman Vorobyov - Renat Yanbayev - Andrey Yeshchenko Former USSR countries - Artak Aleksanyan | - Roman Berezovsky - Barsegh Kirakosyan - Robert Zebelyan - Emin Agaev - Timofei Kalachev - Dzyanis Kowba - Maksim Romaschenko - Artsyom Radzkow - Andrei Stepanov - Vladimir Voskoboinikov - Valeri Abramidze - Gogita Gogua - Giorgi Lomaia - Giorgi Navalovski - Edik Sadzhaya - Dmitriy Lyapkin - Roman Uzdenov - Oskars Kļava - Darius Miceika - Mantas Samusiovas - Valdas Trakys | - Victor Golovatenco - Oleg Hromțov - Iurie Priganiuc - Radu Rebeja - Oleg Șișkin - Vladimir Bayramov - Dmytro Parfenov - Vladimir Shishelov Europa - Dragan Blatnjak - Ricardo Santos Lago - Vule Trivunović - Florin Costin Șoavă - Dragan Mrđa - Martin Jakubko - Nastja Čeh Africa - Abdelillah Bagui - Richard Eromoigbe |